# レスパイトケア
レスパイトケア（英: Respite care）は、子どもまたは大人を介護する人に提供される計画的、もしくは緊急の、一時的なケアである。言い換えれば、「ケアする人のケア」である。Respiteは英語で「小休止」の意味。
レスパイト（休息）プログラムは、主に介護関係を支援および維持するために、発達遅延または行動上の問題を抱える子ども、および知的障害または認知障害を有する成人の家族およびその他の無給の介護者のために計画された、短期および期間限定の休憩を提供するものである。休息はまた、ケアを受けている人にも前向きな体験を提供するものである。一部の国では、レスパイトケアを説明するために「ショートブレイク」という用語も使用されている。
多くの家族は、愛する人がくつろぐことができるようにケアを提供することで大きな喜びを感じているが、肉体的、感情的、経済的影響は、介護者にとって、適度な休息を取る機会などの支援がなかったなら、その人を押しつぶしてしまいかねないほどのものがある。適度な休息は、介護者に一時の安らぎを提供し、それは介護する人の健康に有益でなことが証明できのではないだろうか。コモンウェルス財団が最近調査したものによると、19歳から64歳の家族介護者の60%は、非介護者の33%に比べて、健康状態が良好または不良、1つ以上の慢性疾患、または障害を抱えているとされる。
休息は、家族介護者の健康とウェルネスを維持し、外出先での配置を回避または遅延させ、虐待やネグレクトの可能性を減らすのに役立つことが示されている。結果に基づく評価パイロット研究は、休息が離婚の可能性を減らし、結婚を維持するのを助けるかもしれないことを示した。
レスパイトケアまたはレスパイトサービスも家族支援サービスであり、米国では、2013年にワシントンDCの障害者コンソーシアムによって説明されたように、長期サービスおよびサポート（LTSS）がある。
ラッド・ターンブルは、彼自身が少年の父親であり、家族と障害に関するビーチセンターの共同ディレクターであり、1990–1991年度University of Kansas Law Reviewで休息と家族支援に関する最初の法律レビュー「障害のある家族を持つ家族のための家族支援の政策分析」を発表している。
英国および世界中には、レスパイトケアを支援およびサポートする多くの組織がある。

## レスパイトケアのモデル
レスパイトケアを提供するためのさまざまなモデルがある。

### 自宅での休息
在宅ケアは当然のことながら人気がある。一時的な介護者が患者の自宅に来て、通常の環境で患者のことを知るようになる。一時的な介護者は、薬が保管されている家族の日常生活を学び、患者は交通機関や奇妙な環境に不便を感じることはない。このモデルには、友人、親戚、有給の専門家が関与する場合がある。州によっては、メディケイドまたはメディケアを使用して費用を賄うことができる。
休息（在宅）サービスとは、間隔を空けてのまたは定期的にスケジュールされた一時的な非医療ケア（医療費で賄うことができる）および/または在宅での監視を意味している。在宅休息のサポートには通常、次のものが含まれる。
- 発達障害のある人が家にいることができるように家族を支援する。
- 家族が不在の場合にその人の安全を守るために適切なケアと監督を提供する。
- ケアを提供するという絶えず要求の厳しい責任から家族を解放する。

### 休憩（外出）サービス
レスパイトサービスは、コミュニティのさまざまなサイトで提供され、認可された住宅施設を運営するサービスプロバイダーによって、またはレスパイトというカテゴリで請求される。
レスパイトサービスは通常、バウチャーおよび/または代替のレスパイト・オプションを使用して、レスパイトベンダーから取得される。バウチャーは、家族が支払い、クーポン、またはその他の種類の承認を通じて直接自分のサービスプロバイダーを選択できる手段である。

### 休息とコミュニティ
レスパイトは、1950年代からの初期のサービスであり、これは、親たちの組織自体が提供するレスパイトと呼ばれる、特別な育児の支払いのために政府から提供された基金をもとにしたものだった。1970年代に開発されたレスパイトの専門的なモデルには、両親が介護からの「休息」または中断を図るのと同様、大人のためのコミュニティレクリエーションの選択肢（たとえば、YMCA、近隣センター、ランニング、散歩）が含まれていた。ニューヨーク州には、2000年代半ばの時点で、知的障害だけで950を超えるサービス提供団体がある。

### グループホームと休憩
多くの親は、自分たちが子育ての肩の荷から一時でも解放されるために、（週末など）自分たちの子どもを預けることのできる、指定された施設を望んできた。これは、子どもも自分たちの権利を持っていると認められるようになる前、州政府が、制度上果たしてきた役割でもある。州は、コミュニティの休息センター（小さな家）に資金を提供して開発し、また、民間の非営利セクターと協力して家の革新的な友人を含む、グループホームの休憩場所を指定している。

### 専門施設
別のモデルは、要介護者が数日または数週間滞在する可能性のある専門の地元施設を使用している。このモデルの利点は、専門施設が必要に応じて緊急施設や専門家の支援にアクセスしやすくなることである。

### 緊急休息
緊急時にレスパイトケアが必要になる場合がある。「計画された」救急医療を使用する場合、介護者は緊急時に電話をかけるプロバイダーまたは施設をすでに特定している。多くの在宅医療機関、成人のデイケア、ヘルスセンター、および在宅ケア施設が緊急の休息ケアを提供している。

### シッターコンパニオンサービス
シッター・コンパニオンサービスは、国際的に開発されたケアを休息させるための約6つの異なる革新的なコミュニティアプローチまたはモデルの1つである。これらはすべて米国の有料サービスであり、サービスシステムの指定された「顧客」のみが利用できる。
それらは、地元の市民グループ、信仰コミュニティ、その他のコミュニティ組織によって提供されることがある。定期的なシッターコンパニオンは、週に1〜2回、数時間、心地よい休息ケアを提供できる。通常の介護者が外出中に緊急事態が発生した場合に、シッターコンパニオンが何をすべきかについて訓練されていることを保証するように注意を払う必要がある。

### 治療用成人デイケア
治療的な成人のデイケアは、週5日の営業時間中に休息ケアを提供する場合がある。ただし、場合によっては、このケアは1日24時間提供されることもある。通常、これらは指定された顧客専用の施設であり、専門的なサービス以外の家族支援サービスとは関係なく、希望する家族への家族支援と見なされている。しかし、このグループは、子どもたちの再制度化の試みにも関わっている。これは、関係する親と同様に、親への支援とも呼ばれている。

### 英国のレスパイトケアチャリティー
Respite Associationは、障害者、病人、高齢者、または末期患者に適切な、確実な資格のあるレスパイトケアのための基金により短期の支援を提供し、通常の介護者に休息を与えることができるようにしている。同様の目的で活動している他の慈善団体には、Revitalise.orgやCareForCarersがある。アルツハイマー協会などの一部の慈善団体も、こうした問題を抱えたメンバーに休息を取るための支援を行っている。